# Paul Laus
Paul Laus (* 26. September 1970 in Beamsville, Ontario) ist ein ehemaliger kanadischer Eishockeyspieler, der während seiner aktiven Karriere zwischen 1987 und 2002 unter anderem für die Florida Panthers in der National Hockey League auf der Position des Verteidigers gespielt hat. Laus verkörperte den Spielertyp des Enforcers.

## Karriere
Laus spielte während seiner Juniorenzeit bei den St. Catharines Falcons, ehe er 1987 zu den Hamilton Steelhawks in die Ontario Hockey League wechselte. Nach nur einem Jahr dort schloss er sich für die folgenden zwei Jahre dem Ligarivalen Niagara Falls Thunder an, wo er bis 1990. Bereits während des NHL Entry Draft 1989 war der Verteidiger in der zweiten Runde an 37. Stelle von den Pittsburgh Penguins ausgewählt worden.
Nach seinem Wechsel in den Profibereich im Sommer 1990 spielte Laus zunächst in den Minor Leagues International Hockey League und East Coast Hockey League. Dabei lief er bis zum Ende der Saison 1992/93 für die Albany Choppers, Muskegon Lumberjacks und Cleveland Lumberjacks in der IHL sowie die Knoxville Cherokees in der ECHL auf. Erst durch die Auswahl im NHL Expansion Draft 1993 – die Pittsburgh Penguins schützten ihn nicht – durch die neu in die National Hockey League aufgenommenen Florida Panthers gelang dem Enforcer der Sprung in die NHL.
Mit Beginn der Spielzeit 1993/94 gehörte Laus zum Kader des Teams aus dem Bundesstaat Florida. Einen Stammplatz erarbeitete er sich schließlich zu Beginn der folgenden Spielzeit. Es folgte in der Spielzeit 1995/96 der Sprung in die Finalserie um den Stanley Cup, die die Panthers deutlich gegen die Colorado Avalanche verloren, ehe er in der Saison 1996/97 persönliche Bestmarken in den Kategorien Assists, Scorerpunkte und Strafminuten aufstellte. Bis zum Jahr 2000 war der Kanadier fester Bestandteil des Kaders. Eine Leistenverletzung ließ ihn schließlich ab November 2000 lange ausfallen und als er wieder fit war, verletzte er sich im Januar 2002 am Handgelenk. Diese Verletzung zwang ihn dazu, dass er seine letzten NHL-Spiele in der Saison 2001/02 absolvierte. Aufgrund der langwierigen Verletzung verpasste er die gesamte Spielzeit 2002/03, woraufhin er am 20. September 2003 das Ende seiner aktiven Karriere bekannt gab.

## Karrierestatistik
(Legende zur Spielerstatistik: Sp oder GP = absolvierte Spiele; T oder G = erzielte Tore; V oder A = erzielte Assists; Pkt oder Pts = erzielte Scorerpunkte; SM oder PIM = erhaltene Strafminuten; +/− = Plus/Minus-Bilanz; PP = erzielte Überzahltore; SH = erzielte Unterzahltore; GW = erzielte Siegtore; 1 Play-downs/Relegation; Kursiv: Statistik nicht vollständig)